# Łuków
Łuków är en stad i Lublins vojvodskap i Polen. 2014 hade staden 30 557 invånare.